# Kick-starter
 (juillet 2019).
Si vous disposez d'ouvrages ou d'articles de référence ou si vous connaissez des sites web de qualité traitant du thème abordé ici, merci de compléter l'article en donnant les références utiles à sa vérifiabilité et en les liant à la section « Notes et références ».

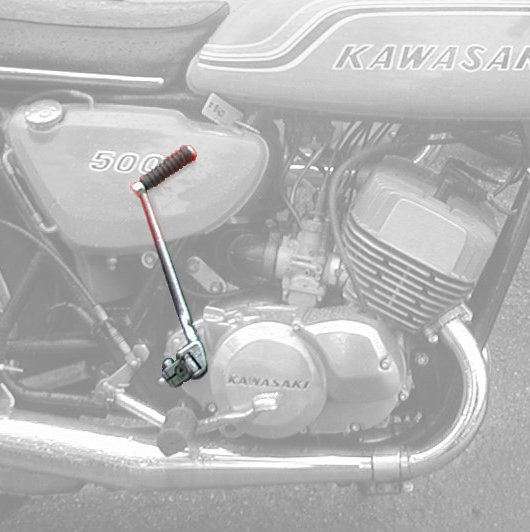
La Kawasaki 500 H1 et son kick

Le kick-starter, en français démarreur au pied ou pédale de mise en marche, est un accessoire qui permet de démarrer certaines motocyclettes. Il s'agit d'un levier situé sur un côté du moteur, ramené vers le haut par un ressort, destiné à lancer le moteur grâce à un mouvement rapide vers le bas. En français, le terme s'abrège en kick.

## Histoire
Les premières motos n'étaient dotées d'aucun système de démarrage : seuls la poussette ou le pédalage étaient utilisés. On trouve aussi, parfois, le démarrage par lanceur à ficelle ou par levier à main (BSA).

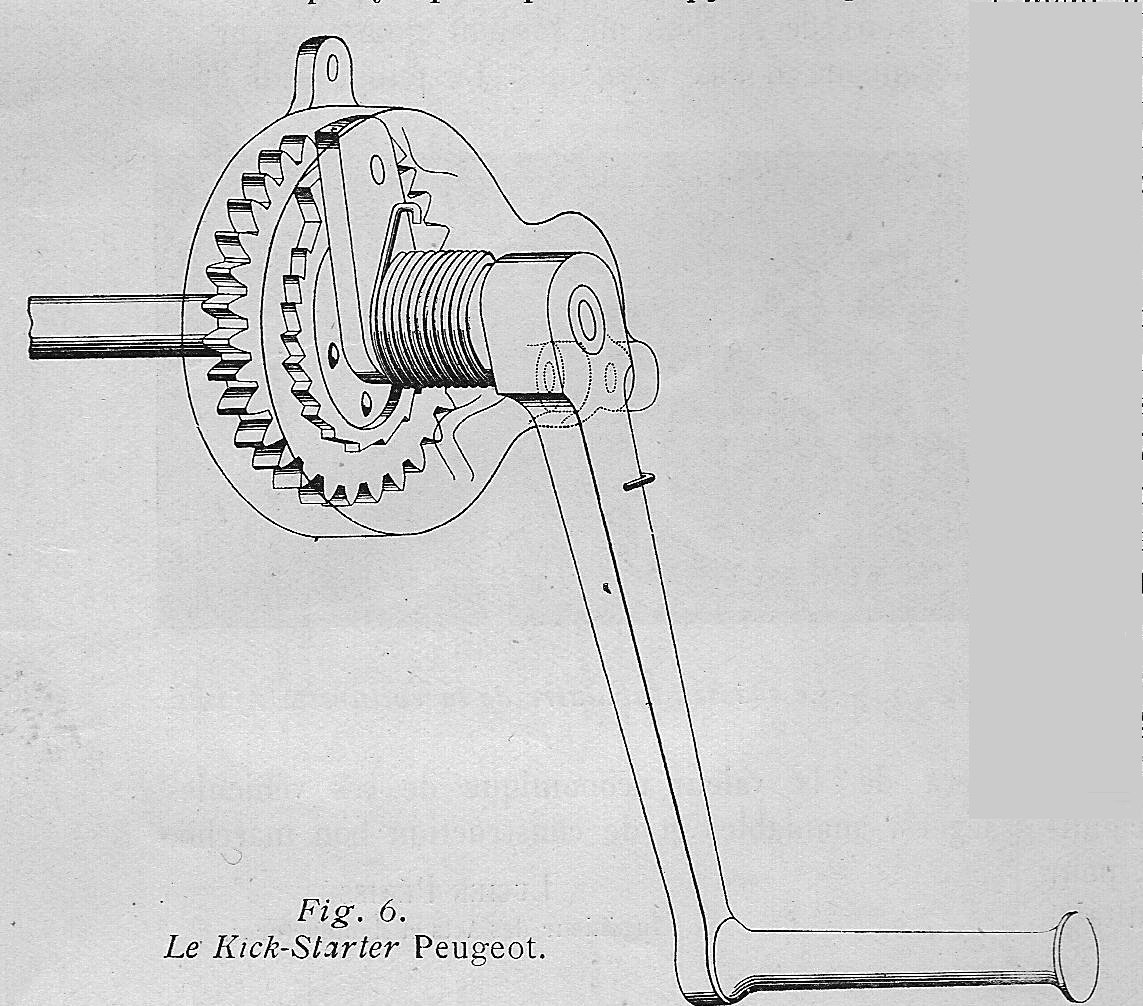
Mécanisme de kick Peugeot en 1920

Ensuite, un peu avant 1920 et jusqu'à la fin des années 1960, le kick a été le mode privilégié de démarrage des motos.
À la fin des années 1960, ont commencé à se généraliser les démarreurs électriques, qui ont d'abord cohabité avec les kicks sur un même véhicule, puis les ont totalement remplacés. De nos jours, on le trouve essentiellement sur des véhicules économiques ou de tout-terrain.
En France, la loi qui obligeait à la présence de pédales sur les cyclomoteurs (démarrage par pédalage) a fait que ce type de véhicules n'avait généralement pas de kick.

## Mode d'emploi
Le démarrage au kick est assez simple. Le pilote se place convenablement, soit sur la moto, soit à côté, prend appui solidement sur un pied, et enfonce légèrement le levier de l'autre pied, jusqu'à sentir la compression. À ce moment, il enfonce vigoureusement le pied vers le bas, en actionnant simultanément la poignée de gaz comme il convient. Si tout va bien, le moteur démarre. Il suffit alors de laisser le levier remonter. Cette méthode ne fonctionne toutefois que pour un moteur deux temps.
Avec un moteur 4 temps avec décompresseur manuel, il faut 1- chercher la résistance de compression maximum (point mort haut) 2- dépasser légèrement cette position en actionnant le décompresseur, 3- actionner vigoureusement le kick.

## Variantes
Selon que le moteur est placé en long ou en travers, l'axe du kick est parallèle à l'axe de la moto (BMW) ou perpendiculaire (cas général).
Le mécanisme peut être lié à la boîte de vitesses, ce qui empêche de démarrer si une vitesse est engagée, ou côté moteur — on parle alors de « kick primaire » —, ce qui permet le démarrage vitesse enclenchée, simplement en débrayant.

## Perfectionnements
Les moteurs monocylindres à 4 temps à fort taux de compression nécessitent un effort particulier pour enfoncer le kick. Certains sont dotés d'un décompresseur, manuel ou automatique, pour faciliter le lancement du moteur.

## Avantages et inconvénients
En dehors d'un aspect peu pratique, le kick a aussi le défaut, lorsque la compression ne passe pas ou que le moteur cale immédiatement après avoir démarré, d'exposer au « retour de kick », où le kick risque de heurter violemment le mollet, à la suite d'une rotation inverse du moteur (ce phénomène, équivalent du retour de manivelle, est sensible principalement sur les moteurs à un seul cylindre, de grosse cylindrée et à forte compression).
Pour éviter cette source d'accidents, certains kicks sont munis d'un dispositif de débrayage : en position basse, le kick n'est plus accouplé au moteur, ce qui évite sa remontée brutale à l'occasion d'un éventuel calage.
Le kick permet de toujours démarrer sa moto, quel que soit l'état de la batterie, sauf si le générateur électrique nécessite du courant électrique pour en produire (alternateur à aimants induits).
Il revient moins cher et est plus léger qu'un démarreur électrique.